# Елюй Пусувань
Елюй Пусувань (кит. 耶律普速完, пиньинь Yēlǜ Pǔsùwán, ? — 1177) — регентша Каракитайского ханства.
Елюй Пусувань была младшей сестрой гурхана Елюй Илия. Когда в 1163 году гурхан умер, то его сын был ещё очень мал, и к власти пришла Пусувань. Она взяла титул «императрица Чэнтянь» (кит. 承天皇后, пиньинь Chéngtiān huánghòu) и изменила девиз правления на «Чунфу» (崇福).
При императрице Чэнтянь кара-кидани окончательно перешли к практике разбойничьих опустошительных набегов с целью захвата добычи и наказания «виновных». Так, в 1165 году они разграбили Балх и Андхуд, между 1169 и 1172 совершили поход на Хорезм. Хорезмский поход был вызван тем, что хорезмшах Тадж ад-Дин Ил-Арслан не уплатил дань в установленные сроки. Как записал Ибн аль-Асир,
хитаи переправились через реку Джейхун, направляясь в Хорезм. Владетель его, хорезмшах Иль Арслан ибн Атсыз, услышав [об этом], собрал свои войска и выступил к Амуйе, чтобы сразиться с ними и отбросить их, но заболел и остановился там. Он отправил против них часть своего войска со старшим эмиром; тот их встретил, и они вступили в ожесточённое сражение. Хорезмийцы бежали, а их начальник попал в плен. Хитаи вернулись с ним в Мавераннахр, а хорезмшах возвратился в Хорезм больной.
Кидани не решились преследовать остатки хорезмийского войска и вернулись в Чуйскую долину. Цель, поставленная перед кара-киданьским карательным корпусом, не была достигнута: Хорезм перестал платить дань.
В марте 1172 года умер хорезмшах Ил-Арслан, и на хорезмский престол с помощью своей матери Туркан вступил его младший сын Джелал ад-Дин Султан-шах. Старший сын Ала ад-Дин Текеш, управлявший в это время Джендом, отказался ему подчиниться и бежал к кара-киданям, у которых запросил помощи и обещал восстановить выплату дани. Кидани привели Текеша в Хорезм; Султан-шах и Туркан без боя ушли из столицы, и Хорезм снова стал платить дань киданям.
В 1175 году прибывшие к чжурчжэням уйгуры сообщили, что кара-киданям стали причинять большое беспокойство многочисленные кочевые племена на северных границах империи, и гурхан был вынужден направить против этих племён 50-тысячную армию.
Императрица Чэнтянь вышла замуж за Сяо Долубу, однако при этом «была в незаконных отношениях с младшим братом своего мужа Пугуцзишали». Она даровала мужу титул «Князя — Умиротворителя Востока» (東平王), но вскоре отдала приказ убить его. Тогда отец её мужа Сяо Валила окружил дворец войсками, и императрица была убита вместе со своим любовником. Новым императором был провозглашён второй сын Елюй Илия — Елюй Чжулху.